# Антенна Куликова

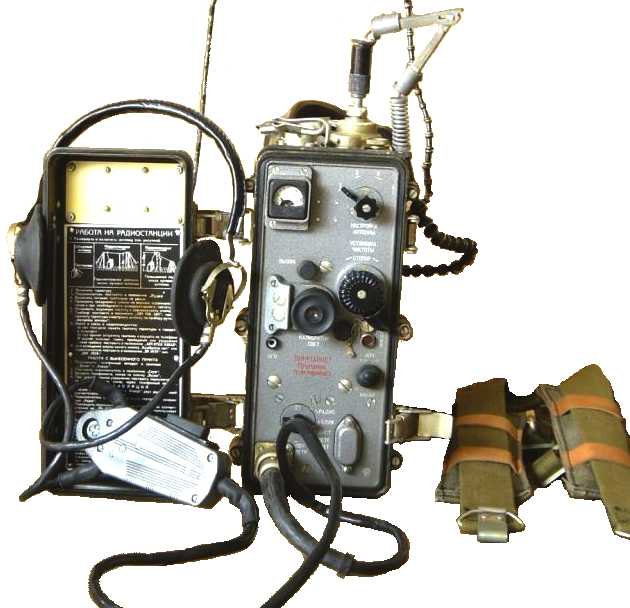
Антенна Куликова в нерабочем положении на радиостанции Р-105М (сверху)

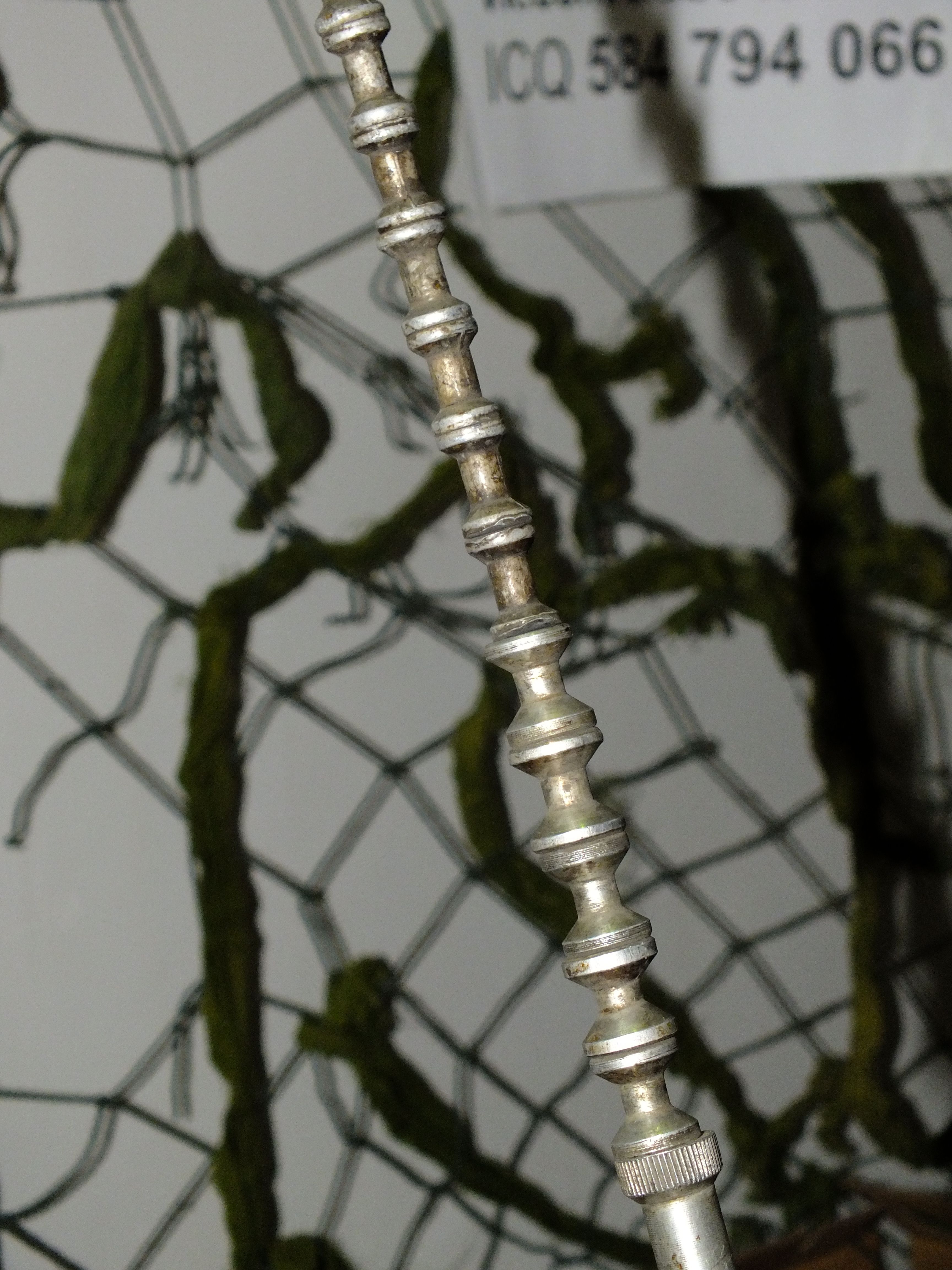
Структура штыря Куликова

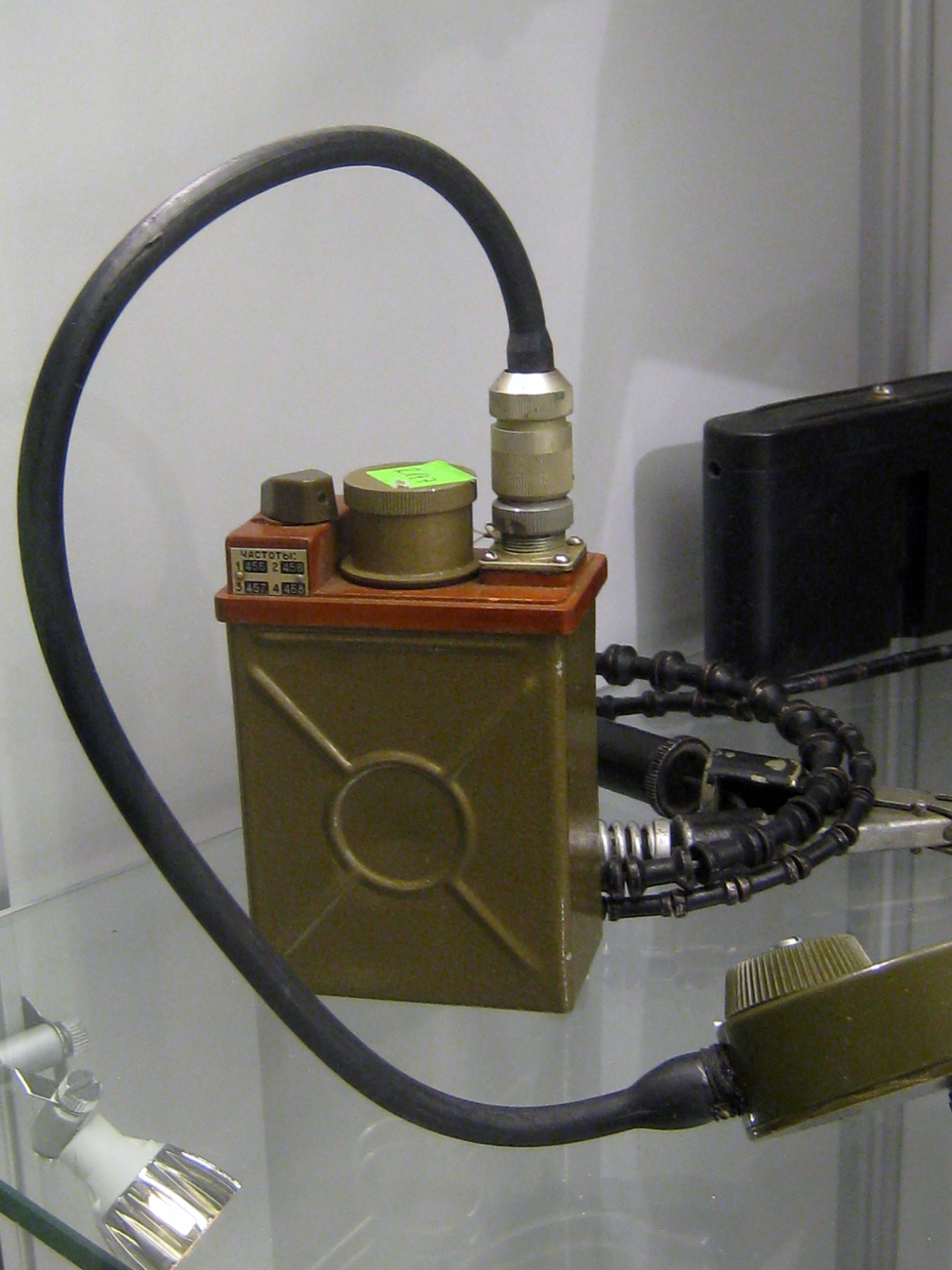
Антенна Куликова и Р-147

Антенна Куликова (штырь Куликова, гибкий штырь,жарг. «куликовка») — складная гибкая штыревая антенна, предназначенная для использования с носимыми и возимыми средствами радиосвязи. Названа по фамилии изобретателя Сергея Алексеевича Куликова.
Антенна Куликова представляет собой набор небольших профилированных алюминиевых втулок, нанизанных на стальной тросик. Верхний конец тросика закреплён в наконечнике антенны, нижний соединён с простым натяжным механизмом. При натянутом тросике конструкция образует прочный и гибкий электрически единый стержень, способный выдерживать достаточно большие поперечные нагрузки: толчки при движении, удары веток, ветер и пр. При ослабленном тросике антенну можно свернуть в небольшое кольцо. Антенна крепится непосредственно к радиоаппаратуре или к борту транспортного средства. Длина антенны обычно от 1 до 2 м (у серии радиостанций Р-105 — 1,5 м).
Антенна Куликова широко применялась в советской военной и гражданской аппаратуре связи. Ею комплектовались многие войсковые носимые КВ и УКВ радиостанции малой мощности: Р-104, Р-105, Р-107М, Р-126, Р-159, а также приёмники Р-311 и многие другие образцы.